# Cuoco Svedese
Il Cuoco Svedese (in inglese The Swedish Chef), il cui nome è Olaf, è un Muppet apparso nel Muppet Show, la testa e la voce sono state eseguite da Jim Henson, mentre Frank Oz ha eseguito le mani del burattino. Attualmente, la sua voce è fornita da Bill Barretta.

## Descrizione
Parodia dei cuochi da show televisivi, il Cuoco Svedese indossa una toque blanche ed ha sopracciglia cespugliose che gli nascondono gli occhi. Era l'unico Muppet ad avere come mani quelle "reali" degli animatori (quelle di Oz), che erano visibili fuori dalle maniche, e facilitavano la manipolazione di cibo ed utensili.
Quasi tutti gli sketch del Cuoco Svedese iniziano con lui in una cucina, agitando alcuni utensili mentre canta la sua canzoncina distintiva in una parodia della lingua svedese, un farfugliamento semi-comprensibile con suoni caratteristici della pronuncia svedese. Le parole della canzone cambiano leggermente da un episodio all'altro, ma finiscono sempre con "Bork, bork, bork!" mentre lo Chef si lancia gli utensili alle spalle.
Dopo la sua introduzione, egli comincia a preparare una ricetta farfugliando una spiegazione di quello che sta facendo. Nella versione originale, i suoi commenti sono inframezzati da qualche parola in inglese per dare un'idea di quello che stia succedendo. Queste "spiegazioni" sono necessarie, dato che per cucinare Olaf usa spesso utensili particolarmente poco ortodossi, come armi da fuoco, racchette da tennis, accette, ecc. La scenetta generalmente degenera in un finale in cui gli alimenti si rivoltano contro di lui.
Nella versione inglese lo Chef è stato chiamato per nome, in un episodio in cui Danny Kaye faceva la parte di suo zio. Quest'ultimo pronuncia un nome lunghissimo, e alla fine aggiunge "Ma noi lo chiamiamo Tom", con grande sorpresa dell'interessato.

## Storia
Qualcuno sostiene che Olaf fosse ispirato a Friedman Paul Erhardt, uno chef televisivo tedesco-americano realmente esistito e meglio conosciuto come Chef Tell.
Altri pensano che il personaggio dei Muppet sia tratto da Lars "Kuprik" Bäckman, un cuoco originario della Svezia. Quest'ultimo dichiarò che la sua decisamente poco felice apparizione nelle prime edizioni di Good Morning America attirò l'attenzione di Jim Henson, che in seguito acquistò i diritti delle registrazioni e creò l'alter ego Muppet di Bäckman. L'accento di Bäckman spiegherebbe la strana pronuncia dell'Inglese. 
Jerry Juhl, uno degli scrittori dei Muppet, negò la teoria di Bäckman e insistette nel sostenere che il personaggio non avesse un corrispettivo nel mondo reale:
Si pensa anche che il Cuoco Svedese possa essere ispirato a Julia Child, conduttrice di uno spettacolo culinario televisivo di grande successo intitolato The French Chef. Durante la trasmissione, Child usava alcuni strani ingredienti, cuoceva il cibo in modo poco ortodosso, e cambiava il tono della sua voce per parlare in modo buffo al cibo, per ottenere effetti comici e mantenere l'attenzione del pubblico. La stessa Child credeva che lo Chef Svedese fosse basato su di lei, e lo trovava divertente.
Oltre a essere un personaggio ricorrente del Muppet Show, il Cuoco Svedese appare anche in tutti i lungometraggi dei Muppet, in diverse puntate di I Muppet, Studio DC: Almost Live, Ecco i Muppet, ove gareggia contro chef famosi nel segmento Økėÿ Døkęÿ Køøkïñ e in quelle della quinta stagione di MasterChef Junior assieme a Miss Piggy, nei due speciali natalizi A Muppet Family Christmas (1987) e It's a Very Merry Muppet Christmas Movie (2002), in uno sketch dedicato al cast di Zack e Cody al Grand Hotel, in un altro dove compaiono Jason Earles di Hannah Montana e Jason Dolley di Cory alla Casa Bianca, e nel video virale Popcorn. Lo Chef Svedese è anche uno dei personaggi dell'attrazione Muppet*Vision 3D dei Disney's Hollywood Studios. In Muppet Babies appare una sua versione animata, ringiovanita e conosciuta più semplicemente come "Chef". Lo chef svedese apparve in uno spot pubblicitario This is SportsCenter del 2013 al fianco di Robert Flores, Henrik Lundqvist, Steve Levy e Linda Cohn.

## Accoglienza
Stando a vari sondaggi, il Cuoco Svedese è uno dei Muppet più apprezzati.
Tomas Riad, un linguista e membro dell'Accademia di Svezia, dichiarò che, per gli svedesi, il modo di parlare di Olaf fosse ricordasse maggiormente la lingua norvegese che lo svedese. Lo stesso riporta che il cuoco dei Muppet "fa ridere a chi non è svedese, ma non a chi lo è".

## Il Cuoco Svedese in altre lingue
- In Svezia lo Chef Svedese è conosciuto come Svenske Kocken.
- Una guida all'apprendimento della lingua svedese di Urban Sikeborg dice che bisogna prestare particolare attenzione alla pronuncia, altrimenti "...finirete per assomigliare in modo inquietante allo Chef Svedese del Muppet Show."[14]
- In Germania lo Chef è danese e la sua canzone recita Smørrebrød, Smørrebrød røm, pøm, pøm, pøm.[15]

## Influenza nell'informatica
- Il modo di parlare dello Chef si è guadagnato una sua notorietà, con la creazione di un filtro Lex capace di convertire l'inglese in "chefspeak" (linguaggio dello chef) nel 1992[senza fonte]. Il filtro divenne presto un emblema dalla cultura hacker, fino a diventare conosciuto a molti grazie a traduttori automatici che convertono il testo delle pagine di alcuni siti[senza fonte].[16]
- Una estensione per il browser Firefox, chiamata Bork! Bork! Bork!, consente una traduzione selettiva del testo delle pagine visitate, a discrezione dell'utente[17].
- Nel 2003 Opera Software pubblicò una speciale versione Bork del suo browser, che trasformava il sito MSN in pseudo svedese.[18]
- Google offre Bork, bork, bork come una delle lingue disponibili per la sua interfaccia.
- È apparsa una pletora di newsgroup Usenet con un nome ispirato alla lingua dello chef, il primo dei quali fu "alt.swedish.chef.bork.bork.bork".
- Il "filtro bork" è stato usato in un MUD di nome Darkwind come una specie di maledizione, quando i personaggi venivano temporaneamente trasformati in "piccoli vichinghi" (per rimanere in tema).
- Il popolare MMORPG Guild Wars ha un'opzione per la lingua Bork! Bork! Bork!.